# Xylothrips flavipes
Xylothrips flavipes är en skalbaggsart som först beskrevs av Johann Karl Wilhelm Illiger 1801.  Xylothrips flavipes ingår i släktet Xylothrips och familjen kapuschongbaggar. Arten förekommer tillfälligt i Sverige, men reproducerar sig inte. Inga underarter finns listade i Catalogue of Life.

## Bildgalleri

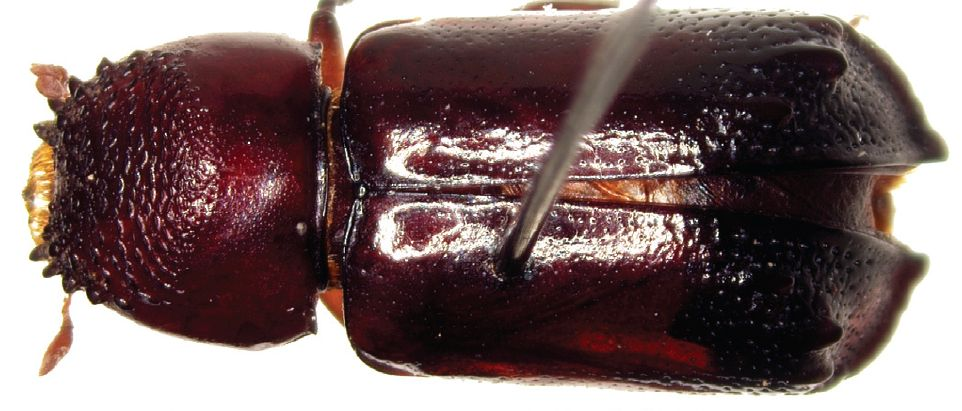
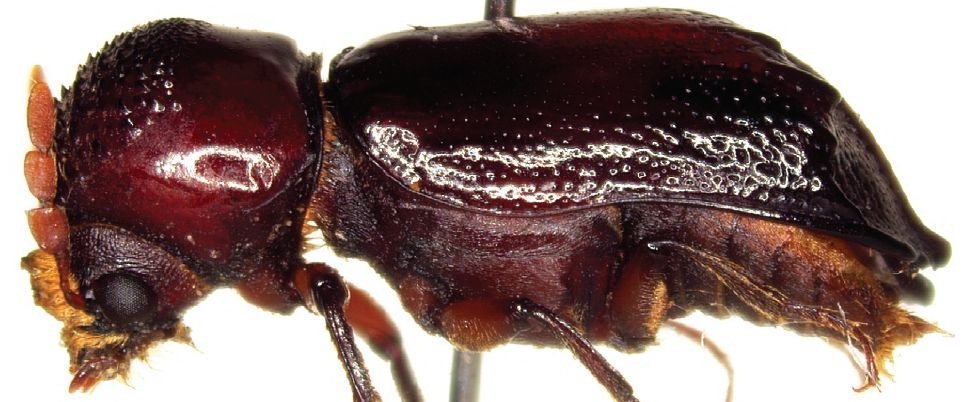